# Microtis rara
Microtis rara är en orkidéart som beskrevs av Robert Brown. Microtis rara ingår i släktet Microtis och familjen orkidéer. Inga underarter finns listade i Catalogue of Life.